# Țaga
Țaga (Cege en hongrois) est une commune de Transylvanie, en Roumanie, dans le județ de Cluj. Elle est composée des villages de Țaga, Sântioana, Sântejude, Sântejude-Vale et Năsal.

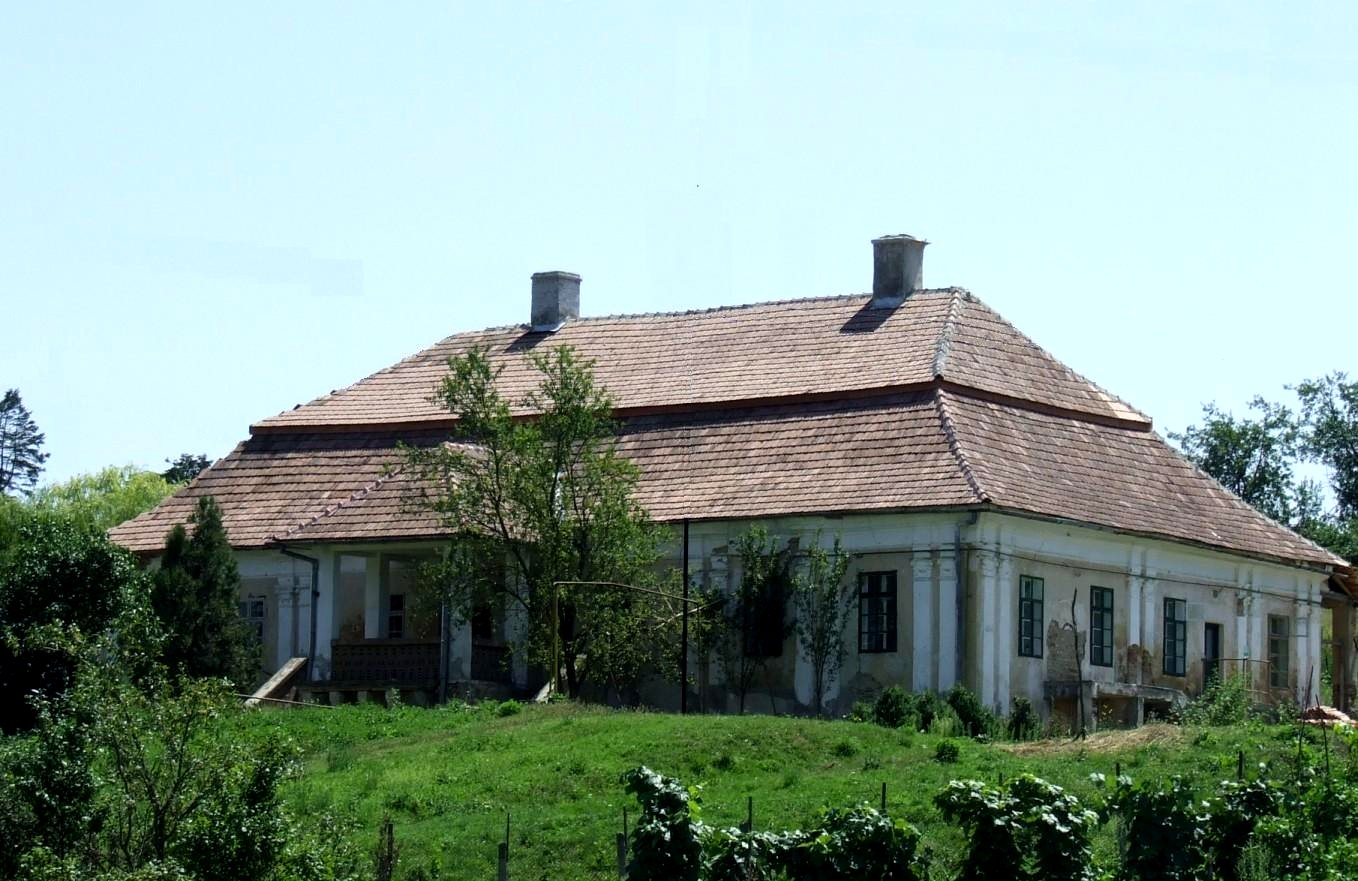
Château Wass, achevé en 1769